# Pyemotes
Pyemotes är ett släkte av spindeldjur som beskrevs av Amerling 1861. Pyemotes är ensam i familjen Pyemotidae.
Pyemotes är enda släktet i familjen Pyemotidae.
Dessa spindeldjur har en långsträckt kropp som liknar en cigarr i formen. Benen är ordnade i par och mellan de främre två par och de andra två par finns ett större avstånd. Exemplaren är vanligen parasiter på nattfjärilar, skalbaggar, bin eller andra insekter. Äggen lämnar inte honans kropp under utvecklingen och dessutom är honans bakkropp tjock innan ungarna föds. Nyfödda ungar är redan könsmogna. I början föds hannar och de parar sig med honorna efter deras födelse.
Arter enligt Catalogue of Life och Dyntaxa:
- Pyemotes dryas
- Pyemotes tritici
- Pyemotes ventricosus